# BMW 6-serie
BMW 6-serien er en modelbetegnelse for tre forskellige coupé-modelserier fra den tyske bilfabrikant BMW:
- Den første 6-serie blev bygget mellem oktober 1975 og april 1989 under den interne betegnelse E24.
- Den anden 6-serie blev bygget mellem august 2003 og juli 2010 under den interne betegnelse E63 (coupé) hhv. E64 (cabriolet).
- Den tredje 6-serie er blevet bygget siden marts 2011 blevet bygget som cabriolet (F12), siden oktober 2011 som coupé (F13) og siden juni 2012 som Gran Coupé (F06).

## Byggeserierne i overblik
- BMW 6-serie (E24)
- BMW 6-serie (E63)
- BMW 6-serie Cabriolet (E64)
- BMW 6-serie Cabriolet (F12)
- BMW 6-serie Coupé (F13)
- BMW 6-serie Gran Coupé (F06)

## Lignende byggeserier
Som forløber for 6-serien gælder sportsvognen BMW 503, som mellem 1956 og 1959 blev bygget som coupé og cabriolet. Derefter overtog luksuscoupéen BMW 3200 CS denne rolle (1962−1965). Denne blev så afløst af en coupé i den øvre mellemklasse 2000 CS ("New Class") (1965−1970). Suppleringen og efterfølgeren frem til den første rigtige 6-serie var luksuscoupéen 3.0 CSi (E9) (1968−1975).
Dette skift mellem luksusklasse og øvre mellemklasse har med 8-serien (E31) (1989−1999) og den derefter følgende 6-serie gentaget sig.
Til samme målgruppe kan også regnes luksusroadsteren BMW Z8, som lukkede hullet mellem 8-serien og 6-serien (E63).